# Enoch Louis Lowe
Enoch Louis Lowe, född 10 augusti 1820 i Frederick County, Maryland, död 23 augusti 1892 i Brooklyn, New York, var en amerikansk demokratisk politiker. Han var guvernör i delstaten Maryland 1851–1854.
Lowe utexaminerades 1839 från Stonyhurst College i Lancashire. Efter studierna reste han runt i Europa och studerade sedan juridik i USA. År 1842 inledde han sin karriär som advokat i Frederick County. Tre år senare blev han invald i delstatens lagstiftande församling. Demokraterna i Maryland nominerade Lowe till partiets guvernörskandidat år 1850. Vid tidpunkten av nomineringen var Lowe fortfarande 29 år gammal och svarade på förfrågningar gällande åldern "hustru och fyra barn". På den tiden krävdes det 30 års ålder av en guvernör i Maryland, något som Lowe fyllde före själva guvernörsvalet. Den 3 oktober 1850 vann Lowe sedan valet med 1 497 rösters marginal.
Lowe efterträdde 1851 Philip Francis Thomas som guvernör och efterträddes 1854 av Thomas Watkins Ligon. Han var elektor i presidentvalet i USA 1860. År 1892 avled han 72 år gammal i Brooklyn och gravsattes på St. John's Catholic Church Cemetery i Frederick.